# Siekluki (województwo podlaskie)
Siekluki – wieś w Polsce położona w województwie podlaskim, w powiecie bielskim, w gminie Boćki.
W latach 1975–1998 miejscowość położona była w województwie białostockim.
Wierni kościoła rzymskokatolickiego należą do parafii Trójcy Przenajświętszej w Dziadkowicach.